# Ronald Ellis
Ronald Ellis (Ontario, Canadá; 8 de enero de 1945 – Belleville, 11 de mayo de 2024)  fue un jugador de hockey sobre hielo canadiense que jugó diciseis temporadas en la National Hockey League con los Toronto Maple Leafs, ganó la Stanley Cup en 1967 y tuvo cuatro apariciones en el Juego de las Estrellas.

## Estadísticas

### Club
| 1960–61   | Toronto Marlboros   | OHA-Jr.   | 3     | 2   | 1   | 3   | 0   | —  | —  | —  | —  | —  |
| 1961–62   | Toronto Marlboros   | OHA-Jr.   | 33    | 17  | 12  | 29  | 16  | 12 | 6  | 5  | 11 | 4  |
| 1962–63   | Toronto Marlboros   | OHA-Jr.   | 36    | 21  | 22  | 43  | 8   | 10 | 9  | 9  | 18 | 2  |
| 1963–64   | Toronto Marlboros   | OHA-Jr.   | 54    | 46  | 38  | 84  | 20  | 9  | 4  | 10 | 14 | 10 |
| 1963–64   | Toronto Maple Leafs | NHL       | 1     | 0   | 0   | 0   | 0   | —  | —  | —  | —  | —  |
| 1963–64   | Toronto Marlboros   | MC        | —     | —   | —   | —   | —   | 8  | 5  | 9  | 14 | 6  |
| 1964–65   | Toronto Maple Leafs | NHL       | 62    | 23  | 16  | 39  | 14  | 6  | 3  | 0  | 3  | 2  |
| 1965–66   | Toronto Maple Leafs | NHL       | 70    | 19  | 23  | 42  | 24  | 4  | 0  | 0  | 0  | 2  |
| 1966–67   | Toronto Maple Leafs | NHL       | 67    | 22  | 23  | 45  | 14  | 12 | 2  | 1  | 3  | 4  |
| 1967–68   | Toronto Maple Leafs | NHL       | 74    | 28  | 20  | 48  | 8   | —  | —  | —  | —  | —  |
| 1968–69   | Toronto Maple Leafs | NHL       | 72    | 25  | 21  | 46  | 12  | 4  | 2  | 1  | 3  | 2  |
| 1969–70   | Toronto Maple Leafs | NHL       | 76    | 35  | 19  | 54  | 14  | —  | —  | —  | —  | —  |
| 1970–71   | Toronto Maple Leafs | NHL       | 78    | 24  | 29  | 53  | 10  | 6  | 1  | 1  | 2  | 2  |
| 1971–72   | Toronto Maple Leafs | NHL       | 78    | 23  | 24  | 47  | 17  | 5  | 1  | 1  | 2  | 4  |
| 1972–73   | Toronto Maple Leafs | NHL       | 78    | 22  | 29  | 51  | 22  | —  | —  | —  | —  | —  |
| 1973–74   | Toronto Maple Leafs | NHL       | 70    | 23  | 25  | 48  | 12  | 4  | 2  | 1  | 3  | 0  |
| 1974–75   | Toronto Maple Leafs | NHL       | 79    | 32  | 29  | 61  | 25  | 7  | 3  | 0  | 3  | 2  |
| 1977–78   | Toronto Maple Leafs | NHL       | 80    | 26  | 24  | 50  | 17  | 13 | 3  | 2  | 5  | 0  |
| 1978–79   | Toronto Maple Leafs | NHL       | 63    | 16  | 12  | 28  | 10  | 6  | 1  | 1  | 2  | 2  |
| 1979–80   | Toronto Maple Leafs | NHL       | 59    | 12  | 11  | 23  | 6   | 3  | 0  | 0  | 0  | 0  |
| 1980–81   | Toronto Maple Leafs | NHL       | 27    | 2   | 3   | 5   | 2   | —  | —  | —  | —  | —  |
| Total NHL | Total NHL           | Total NHL | 1,034 | 332 | 308 | 640 | 207 | 70 | 18 | 8  | 26 | 20 |

### Selección nacional
Abandonó su carrera en la NHL de manera provisional en la temporada de 1976/77 para concentrarse en la selección nacional para el Campeonato Mundial de Hockey sobre Hielo Masculino.
| Año   | Selección | Evento |    | P | G | A  | Pts | PIM |
| ----- | --------- | ------ | -- | - | - | -- | --- | --- |
| 1972  | Canadá    | SS     | 8  | 0 | 3 | 3  | 8   |     |
| 1977  | Canadá    | WC     | 10 | 5 | 4 | 9  | 2   |     |
| Total | Total     | Total  | 18 | 5 | 7 | 12 | 10  |     |